# Knaphul
Knaphul er et hul i et stykke stof, der lader knapper komme igennem og fastgør et stykke stof til et andet. Kanterne i knaphullet bliver normalt afsluttet med en syning. Det kan gøres enten i hånden med  knaphulssting eller med symaskinesting. (Nogle knapper fæstnes i en løkke af stof eller snor i stedet for et knaphul). Knaphuller (uden knapper) sys i en jakkes revers med plads til en blomst eller et ridderkors. Knaphulskløe stammer fra det sidste.